# Das Ende der Kreidezeit
Das Ende der Kreidezeit (chinesisch 白堊紀往事 / 白垩纪往事, Pinyin bái’è jì wǎngshì) ist eine Science-Fiction-Kurzgeschichte des chinesischen Schriftstellers Liu Cixin, zuerst veröffentlicht im Jahr 2004. Es ist die gekürzte Fassung von 當恐龍遇上螞蟻 / 当恐龙遇上蚂蚁 (Pinyin dāng kǒnglóng yù shàng mǎyǐ „Von Dinosauriern und Ameisen“), zuerst veröffentlicht im Jahr 2004. Eine deutsche Übersetzung von Johannes Fiederling erschien am 14. Januar 2019 in der Sammlung Die wandernde Erde, veröffentlicht vom Heyne Verlag.

## Handlung
Vor vielen Millionen Jahren halfen Ameisen einem Dinosaurier bei der Entfernung von Fleischresten aus dessen Maul. Daraus entsteht eine Symbiose beider Spezies. Da beide jeweils Aufgaben übernehmen können, welche die andere Spezies nicht übernehmen kann, entwickeln sich schnell zwei intelligente Zivilisationen. Die Entwicklung von Atomwaffen und die zunehmende Umweltverschmutzung sorgen für Spannungen. Das Gondwanische Großreich und die Laurasische Republik der Dinosaurier, welche ihre Eroberung des Weltalls vor den Ameisen geheim halten, nutzen einen vorbeifliegenden interstellaren Klumpen aus Antimaterie jeweils für eine verheerende Superwaffe. Zeitgleich planen die Ameisen einen Angriff, denn die Dinosaurier, die immer weniger auf sie angewiesen sind, behandeln sie zunehmend aggressiver. Die Ameisen befürchten ihre eigene Auslöschung. Bei der Schlacht gehen beide Superwaffen hoch. Die Dinosaurier werden ausgelöscht und die Zivilisation der Ameisen kehrt ohne sie in ein primitives Zeitalter zurück. Vor dem dreitausend Jahre währenden Winter hoffen die Ameisen, dass irgendwann ein Wesen mit mittlerer Größe eine intelligente Zivilisation errichtet.

## Kritik
Paul Di Filippo schreibt in Locus Magazine, dass die Kurzgeschichte ein altmodischer und spekulativer Blick zurück in die tiefe Vergangenheit sie sowie eine ironische Parabel über Politik, Hybris, Macht, Konkurrenzdenken und Intoleranz („an old-fashioned speculative look back into the deep past, as well as a wry parable about politics, hubris, power, competitiveness, and intolerance“). Dabei wird positiv die fehlende Bezugnahme auf aktuelle politische Spannungen gelobt, da es keine eindeutige Zuordnung zu unser aktuellen Situation besteht („there is ultimately no one-for-one mapping of our current situation onto their setup“). Gegen Ende beziehe sich die Kurzgeschichte dabei sehr auf Stanislaw Lem („this novel harks to no other author more than Stanislaw Lem“) und Liu Cixin vermittle sowohl die geteilte Freunde als auch Schande, die von allen Versuchen stammen werden, das physische Universum näher an die Wünsche des Herzens heranzubringen – selbst wenn die betreffenden Herzen so klein wie Senfkörner oder so groß wie Öfen sind (convey that shared glory and shame that attends to all attempts by any kind of sentience to mold the physical universe nearer to the heart’s desire—even if the hearts in question are as small as mustard seeds or as large as furnaces).
Publishers Weekly schreibt, Liu Cixin vermische reale Wissenschaft mit vorwissenschaftlichen Überzeugungen und statte seine Lebewesen mit gerade genügend anthropomorphen Eigenschaften aus, sodass diese verständlich aber nicht ohne zu Menschen in Kostümen werden, ähnlich wie die meisterhaften Schweine und Schafe in Farm der Tiere von George Orwell („mingles real science with prescientific beliefs and invests his critters with enough anthropomorphic attributes to make them understandable but not so much as to render them humans in costumes, similar to Orwell’s masterful pigs and sheep in Animal Farm“).